# Hugh of Beaulieu

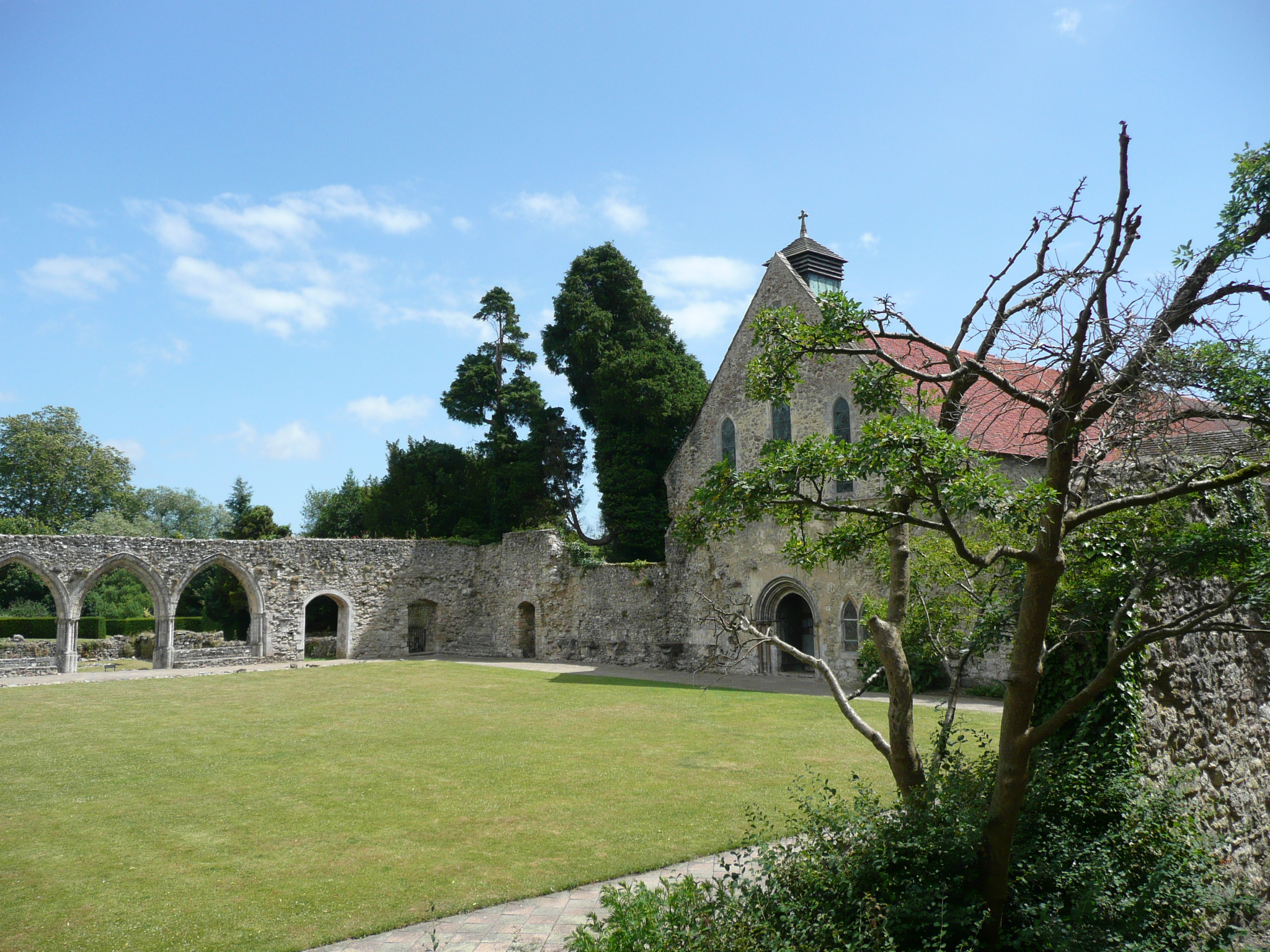
Die Reste von Beaulieu Abbey, nach der Hugh benannt wurde

Hugh of Beaulieu OCist († 3. oder 4. Juni 1223 in La Ferté) war ein aus Frankreich stammender Ordensgeistlicher, der der erste Abt des englischen Zisterzienserklosters Beaulieu Abbey war. 1218 wurde er Bischof von Carlisle. Als Geistlicher war er umstritten, doch als erfahrener Diplomat und Verwalter begann er die Reorganisation der Diözese im 13. Jahrhundert.

## Herkunft und Übersiedlung nach England
Hugh of Beaulieu stammte vermutlich aus der Nähe der Zisterzienserabtei La Ferté in Burgund, in die er als Mönch eintrat. Von seiner Familie ist nur bekannt, dass er zwei Neffen, Wischard und Guillaume hatte. 1203 kam er als Mönch von La Ferté in das vom englischen König Johann Ohneland gegründete Zisterzienserkloster in Faringdon in Berkshire, die nie vollendet und 1204 nach Beaulieu in Hampshire verlegt wurde. 

## Abt von Beaulieu Abbey

### Dienst als Gesandter des Königs
1204 wurde Hugh zum ersten Abt von Beaulieu Abbey gewählt. In den nächsten Jahren war Hugh jedoch weniger als Abt, sondern vor allem als Gesandter für den König tätig. 1205 reiste er im Auftrag des Königs zur päpstlichen Kurie. Ende 1206 und erneut im Frühjahr 1208 reiste er wieder zur Kurie, um über die Anerkennung der Wahl von Stephen Langton als Erzbischof von Canterbury zu verhandeln. Der König lehnte diesen als Erzbischof ab, worauf es zu einem erbitterten Streit zwischen ihm und Papst Innozenz III. kam. Ende Juli 1209 gehörte Hugh zu den Gesandten des Königs, die in Verhandlungen mit den päpstlichen Gesandten in Dover vergeblich versuchten, die Exkommunikation des Königs noch abzuwenden. Als Zisterzienser, der nur dem Generalkapitel des Ordens und nicht der englischen Kirche unterstellt war, konnte er trotz der Exkommunikation des Königs in England bleiben. Der König dankte seine Dienste mit großzügigen Geldspenden und wertvolle Geschenken für Beaulieu Abbey.
Ende 1212 reiste Hugh erneut zur Kurie. Die Verhandlungen führten dazu, dass der König sich im Mai 1213 dem päpstlichen Gesandten Pandulf unterwarf und mit dem Papst aussöhnte. In diesem Jahr wurde Hugh zum Bischof von Coventry gewählt, doch die Wahl wurde nicht anerkannt oder er nahm sie nicht an. Anfang 1214 gehörte Hugh zu den Beauftragten des Königs, die die Abts- oder Bischofswahlen in den durch das päpstliche Interdikt und die folgende Exkommunikation des Königs lange vakanten englischen Abteien und Diözesen überwachten. Im Herbst 1215 kehrte er nach Rom zurück, wo er am Vierten Laterankonzil teilnahm. Während des Konzils prangerte er Erzbischof Stephen Langton an und setzte sich zugunsten von Raimund, einem Sohn des Grafen von Toulouse und Neffen von König Johann ein, den er als Opfer des Albigenserkreuzzugs  bezeichnete. 

### Tätigkeit in Beaulieu und Absetzung
Auch wenn Hugh, bedingt durch seine Tätigkeit als Gesandter, nur selten in Beaulieu war, vernachlässigte er nicht völlig seine Aufgaben als Abt. Beispielsweise verhandelte er mit dem Dekan der Kathedrale von Lincoln über den Zehnten, den er von einer Gemeinde der Diözese Lincoln beanspruchte. In Southampton erwarb er zugunsten der Abtei Besitzungen. Zwar hatte er zunächst das Vertrauen des Generalkapitels des Zisterzienserordens, doch dieses kritisierte zunehmend Hughs engen Kontakt zum König. Es ordnete eine Untersuchung an und beschuldigte ihn 1215 wegen zahlreicher Vergehen gegen die Ordensregeln. So soll Hugh an einem Festmahl des Königs mit zahlreichen Baronen teilgenommen haben, einen eigenen Hund mit einer silbernen Halskette gehalten haben und sich mit weltlichen Dienern und luxuriösen Gegenständen umgeben haben. Die Vergehen wurden 1216 dem Abt von Cîteaux gemeldet, und vor 1218 wurde Hugh offenbar als Abt abgesetzt.

## Bischof von Carlisle

### Ernennung zum Bischof
Sein loyaler Dienst für die englische Krone bewahrte Hugh vor einem schändlichen Karriereende. Vor dem 1. August 1218 wurde er zum Bischof der Diözese Carlisle nominiert, die seit 1214 vakant war. Als der schottische König Alexander II. während des Ersten Kriegs der Barone von 1216 bis Dezember 1217 Nordwestengland besetzt hatte, hatte er versucht, einen ihm gegenüber loyalen Geistlichen, vermutlich seinen Kanzler William del Bois, als Bischof von Carlisle einzusetzen. Dieser wurde jedoch sowohl von der englischen Regierung wie auch vom Papst abgelehnt und musste sich mit den Schotten Ende 1217 zurückziehen. Am 25. August 1218 wurde Hugh vom König die Temporalien der Diözese übergeben, und der Regentschaftsrat empfahl dem Kathedralkapitel, Hugh zum Bischof zu wählen. Ob er tatsächlich überhaupt formell gewählt wurde, ist unwahrscheinlich, denn anscheinend wurde er vom päpstlichen Legaten Guala zum Bischof ernannt. Damit war Hugh nicht nur vor einer Verurteilung durch den Zisterzienserorden nach dem Kirchenrecht bewahrt, sondern das umstrittene Grenzgebiet zu Schottland hatte einen erfahrenen Bischof, der dem englischen König loyal ergeben war. Ende Mai 1219 wurde Hugh zum Bischof von Carlisle geweiht.

### Verhältnis zum Kathedralkapitel
Mindestens zwei Mönche von Beaulieu folgten Hugh nach Carlisle, von denen einer ihm als Kaplan diente. Als gebürtiger Franzose hatte Hugh bislang keine Kontakte zu den Baronen in Nordwestengland gehabt, von denen zahlreiche im Krieg der Barone gegen König Johann rebelliert hatten. Auch die Augustiner-Kanoniker, die den schottischen Kandidaten als Bischof akzeptiert hatten, waren ihm bislang fremd. Der päpstliche Legat Guala hatte vom Papst die Anweisung erhalten, die Mönche und Regularkanoniker in den englischen Kathedralkapiteln durch Säkularkanoniker zu ersetzen. Diese Vorgabe setzte Hugh zwar nicht vollständig um, doch offensichtlich erreichte er, dass einige Kanoniker das Kathedralkapitel verließen. Dazu teilte Hugh die Besitzungen der armen Diözese zwischen dem Bischof und den Kanonikern auf. Dabei soll er die Kanoniker übervorteilt haben, da ihre Besitzungen und Einkünfte mehr als halbiert wurden. Unterstützung erhielt Hugh jedoch von Legat Guala und von dessen Nachfolger Pandulf. Das bischöfliche Gut Bewley wurde vermutlich nach Hughs früherem Kloster Beaulieu benannt.

### Weiteres Wirken als Bischof
Als Bischof kümmerte sich Hugh wie andere Bischöfe herkömmlich um die Verwaltung seiner Diözese. Dabei sorgte er sich dafür, dass die Pfarrvikare angemessen versorgt wurden. Im Februar 1221 erhielt er von Papst Honorius III. selbst eine Aufforderung, Benefizien einzuziehen, die eigentlich Jedburgh Abbey zustanden, jedoch von ihren geistlichen Inhabern an ihre Söhne vererbt worden waren. Hugh erließ wie andere englische Bischöfe eine Verordnung, die diese verbreitete Praxis verbot, und das Recht, dies zu verbieten, wurde ihm im Frühjahr 1223 ausdrücklich bestätigt. In der ersten Hälfte des 13. Jahrhunderts erfolgte der Neubau des Chorraums der Kathedrale von Carlisle, dessen Architektur offensichtlich von Klosterkirchen der Zisterzienser und damit wohl von Hugh beeinflusst wurde. Daneben ließ er den ersten Bischofspalast von Carlisle errichten.

### Weitere Dienste für den König
Im Juni 1220 gehörte Hugh der englischen Gesandtschaft an, die vergeblich über ein Heiratsbündnis zwischen England und Schottland verhandelte. 1222 unterstützte er die Bevorratung von Carlisle Castle. Gegenüber dem Regentschaftsrat, der für den minderjährigen König Heinrich III. die Regierung führte, verhielt er sich loyal, weshalb er 1222 zunächst ein Geschenk in Höhe von 20 Mark und wenig später die Verwaltung des Gutes von Thorpenhow erhielt, das ihm ausdrücklich für seine Dienste für den König übertragen wurde. Dank dieser Geschenke und seiner gestiegenen Einkünfte konnte er nicht nur einen Kaplan, sondern auch einen Verwalter und einen Marschall beschäftigen, und mehrere junge studierte Geistliche traten in seinen Haushalt ein. 
Im Oktober 1222 ernannte ihn der Regentschaftsrat zum Leiter einer Delegation, die am nach Verona berufenen Konzil teilnehmen sollte, das die Vorbereitungen für einen von Kaiser Friedrich II. geführten Kreuzzug treffen sollte. Erst nach Hughs Abreise erreichte die Nachricht England, dass das Konzil erst im März 1223 in Ferentino stattfinden sollte. Ob Hugh am Konzil in Ferentino teilnahm, ist nicht bekannt, doch er war nachweislich in Rom, wo ihm in zwei Urkunden am 7. April und am 2. Mai die Besitzungen seiner Diözese bestätigt wurden. Auf der Rückreise nach England besuchte er sein altes Kloster La Ferté, wo er plötzlich erkrankte und starb. Er wurde im Chorraum der Klosterkirche von La Ferté beigesetzt. Während der Hugenottenkriege wurde sein Grab 1570 zerstört.